# Singa kansuensis
Singa kansuensis là một loài nhện trong họ Araneidae.
Loài này thuộc chi Singa. Singa kansuensis được Ehrenfried Schenkel-Haas miêu tả năm 1936.